# Moniki Bancilon
Moniki Karla Novais Bancilon (Aracaju, 7 de maio de 1990) é uma handebolista brasileira.
É jogadora do Metodista/São Bernardo. Foi campeã da Copa Pan-Americana de Handebol de 2011, realizada em junho em São Bernardo do Campo. No mesmo ano, em dezembro, participou do Campeonato Mundial de Handebol Feminino realizado no Brasil.
Integrou a delegação nacional que disputou os Jogos Pan-Americanos de 2011 em Guadalajara, no México onde foi medalha de ouro